# Malcolm Ross (courtisan)
Pour les articles homonymes, voir Ross.
(Walter Hugh) Malcolm Ross, né le 27 octobre 1943 et mort le 27 octobre 2019, courtisan de la cour royale britannique, est le lord-prieur de Saint-Jean de 2016 à 2019.

## Biographie

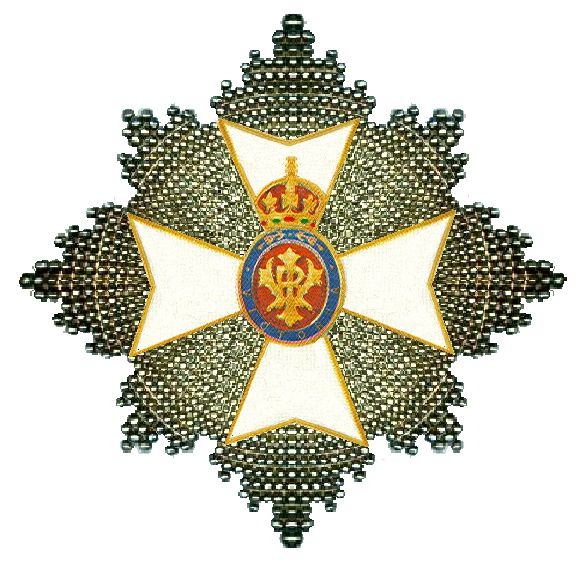
Étoile des GCVO

Le fils aîné du colonel Walter Ross CB, lord-lieutenant du Kirkcudbrightshire (1914 † 1982), sa sœur est l'actuelle comtesse d'Annandale et son frère cadet est Sir Robert Ross.

### Formation
D'ascendance noble écossaise, il est scolarisé à Eton ensuite à Sandhurst avant de rejoindre les Scots Guards de 1964 à 1987. Adjudant au RMC Sandhurst 1977 à 1979, Ross est promu au rang de lieutenant-colonel depuis 1982.

### Carrière
Ross entre en 1987 chez la maison royale britannique en tant qu'Assistant Comptroller du Lord Chamberlain's Office, nommé aussi secrétaire à la Central Chancery of the Orders of Knighthood (1989–90).
Comptroller du Lord Chamberlain's Office entre 1991 et 2005, puis maître d'hôtel de SAR le prince de Galles de 2006 à 2008, il est ensuite nommé écurie-extra par la reine Élisabeth II.

### Famille
Il se marie avec Susan, fille aînée du général Sir Michael Gow (1924 † 2013), dont deux filles et un fils, Hector Ross qui épouse Samantha Jenkinson.

## Honneurs et distinctions
Nommé OBE en 1988 et CVO en 1994, Sir Malcolm Ross est avancé  KCVO en 1999 puis GCVO en 2005. Bailli grand-croix du très vénérable ordre de Saint-Jean en 2016, il est aussi membre de la Royal Company of Archers depuis 1981 et Freeman de la Cité de Londres depuis 1994.
Deputy Lieutenant en 2003, Ross est nommé ensuite Lord-lieutenant de Kirkcudbrightshire de 2006 à 2018.
Installé le 1 septembre 2016 en tant que lord-prieur de l'ordre de Saint-Jean jusqu'en 2019.